# Gregor Pavlič
Gregor Pavlič, slovenski matematik in pedagog, * 7. april 1954.
Leta 1977 je diplomiral na Fakulteti za naravoslovje in tehnologijo (FNT) iz praštevil v aritmetičnih zaporedjih. Leta 1996 je magistriral.
Od leta 1993 do leta 2020 je  predaval na Škofijski klasični gimnaziji v Ljubljani.
Napisal je več učbenikov in publikacij s področja matematike.